# منیژه نجم عراقی
منیژه نجم عراقی نویسنده، مترجم، فعال جنبش زنان ایران، عضو کانون نویسندگان ایران و منشی منتخب این کانون، و عضو هیئت داوران جایزه کتاب صدیقه دولت‌آبادی است.
او نویسندهٔ کتاب‌های منبع‌شناسی زنان، زن و سینما و مقاله‌هایی در نشریات چاپی و برخط است. همچنین ترجمه‌های مهمی چون کتاب‌های جامعه‌شناسی زنان، جنسیت، رابطه و تفاوت در نگرش روان‌کاوی، دربارهٔ جنبش زنان؛ مناظره‌ای فمینیستی، نقد و نظر: درآمدی جامع بر نظریه‌های فمینیستی، دردسرهای پسامدرنیسم، سرمایه‌داری، خانواده و زندگی شخصی دارد.
نجم‌عراقی فوق لیسانس الکترونیک از دانشگاه شیراز دارد.
او در مهر ۱۳۸۹ سه روز بازداشت شده و در خرداد ۱۳۹۱ به اتهام‌های عضویت در کانون نویسندگان ایران، ارسال بیانیه‌های کانون، و شرکت در تجمع‌ها بر مزار محمد مختاری، محمدجعفر پوینده و احمد شاملو به تحمل یک سال حبس تعزیری محکوم شد.

## بازداشت
به گزارش بیانیهٔ اعتراضی کانون نویسندگان ایران نسبت به اِعمال فشار بر نجم‌عراقی، «صبح روز ۳ شهریور ۱۳۸۹ مأموران وزارت اطلاعات با حکم بازرسی به منزل منیژه نجم‌عراقی منشی کانون نویسندگان ایران مراجعه کرده و مُهر و اسناد کانون، دستگاه کامپیوتر و تعدادی کتاب و اسناد شخصی او را ضبط کردند. سپس او در چهار نوبت، هر نوبت ساعت‌ها، به اتهام تبلیغ علیه نظام مورد بازجویی قرار گرفت؛ در ۲۱ مهرماه احضاریهٔ دادسرا دریافت کرد؛ در ۲۴ مهرماه بازداشت شد و در ۲۷ مهرماه با سپردن وثیقه به‌طور موقت از زندان بیرون آمد.»
در خرداد ۱۳۹۱، شعبه ۲۶ دادگاه انقلاب تهران به ریاست قاضی پیرعباسی، وی را به اتهام‌های عضویت در کانون نویسندگان ایران، ارسال بیانیه‌های کانون، و شرکت در تجمع‌ها بر مزار محمد مختاری، محمدجعفر پوینده و احمد شاملو به تحمل یک سال حبس تعزیری محکوم کرد. اندکی پیش‌تر نیز فریبرز رئیس دانا عضو دیگری از کانون نویسندگان بازداشت شده بود.